# Temporada 1989 de las Grandes Ligas de Béisbol
La Temporada 1989 de las Grandes Ligas de Béisbol comenzó el 3 de abril y finalizó cuando Oakland Athletics derrotó en una barrida de 4 juegos a
San Francisco Giants en la Serie Mundial. 

## Premios y honores
- MVP
  - Robin Yount, Milwaukee Brewers (AL)
  - Kevin Mitchell, San Francisco Giants (NL)
- Premio Cy Young
  - Bret Saberhagen, Kansas City Royals (AL)
  - Mark Davis, San Diego Padres (NL)
- Novato del año
  - Gregg Olson, Baltimore Orioles (AL)
  - Jerome Walton, Chicago Cubs (NL)
- Manager del año
  - Frank Robinson, Baltimore Orioles (AL)
  - Don Zimmer, Chicago Cubs (NL)

## Temporada Regular
Liga Americana
| División Este     | División Este | División Este | División Este | División Este | División Este | División Este |
| Equipo            | V             | D             | CTE           | JD            | LOCAL         | VISITA        |
| ----------------- | ------------- | ------------- | ------------- | ------------- | ------------- | ------------- |
| Toronto Blue Jays | 89            | 73            | 0.549         | —             | 46–35         | 43–38         |
| Baltimore Orioles | 87            | 75            | 0.537         | 2             | 47–34         | 40–41         |
| Boston Red Sox    | 83            | 79            | 0.512         | 6             | 46–35         | 37–44         |
| Milwaukee Brewers | 81            | 81            | 0.500         | 8             | 45–36         | 36–45         |
| New York Yankees  | 74            | 87            | 0.460         | 14½           | 41–40         | 33–47         |
| Cleveland Indians | 73            | 89            | 0.451         | 16            | 41–40         | 32–49         |
| Detroit Tigers    | 59            | 103           | 0.364         | 30            | 38–43         | 21–60         |

| División Oeste     | División Oeste | División Oeste | División Oeste | División Oeste | División Oeste | División Oeste |
| Equipo             | V              | D              | CTE            | JD             | LOCAL          | VISITA         |
| ------------------ | -------------- | -------------- | -------------- | -------------- | -------------- | -------------- |
| Oakland Athletics  | 99             | 63             | 0.611          | —              | 54–27          | 45–36          |
| Kansas City Royals | 92             | 70             | 0.568          | 7              | 55–26          | 37–44          |
| California Angels  | 91             | 71             | 0.562          | 8              | 52–29          | 39–42          |
| Texas Rangers      | 83             | 79             | 0.512          | 16             | 45–36          | 38–43          |
| Minnesota Twins    | 80             | 82             | 0.494          | 19             | 45–36          | 35–46          |
| Seattle Mariners   | 73             | 89             | 0.451          | 26             | 40–41          | 33–48          |
| Chicago White Sox  | 69             | 92             | 0.429          | 29½            | 35–45          | 34–47          |

Liga Nacional 
| División Este         | División Este | División Este | División Este | División Este | División Este | División Este |
| Equipo                | V             | D             | CTE           | JD            | LOCAL         | VISITA        |
| --------------------- | ------------- | ------------- | ------------- | ------------- | ------------- | ------------- |
| Chicago Cubs          | 93            | 69            | 0.574         | —             | 48–33         | 45–36         |
| New York Mets         | 87            | 75            | 0.537         | 6             | 51–30         | 36–45         |
| St. Louis Cardinals   | 86            | 76            | 0.531         | 7             | 46–35         | 40–41         |
| Montreal Expos        | 81            | 81            | 0.500         | 12            | 44–37         | 37–44         |
| Pittsburgh Pirates    | 74            | 88            | 0.457         | 19            | 39–42         | 35–46         |
| Philadelphia Phillies | 67            | 95            | 0.414         | 26            | 38–42         | 29–53         |

| División Oeste       | División Oeste | División Oeste | División Oeste | División Oeste | División Oeste | División Oeste |
| Equipo               | V              | D              | CTE            | JD             | LOCAL          | VISITA         |
| -------------------- | -------------- | -------------- | -------------- | -------------- | -------------- | -------------- |
| San Francisco Giants | 92             | 70             | 0.568          | —              | 53–28          | 39–42          |
| San Diego Padres     | 89             | 73             | 0.549          | 3              | 46–35          | 43–38          |
| Houston Astros       | 86             | 76             | 0.531          | 6              | 47–35          | 39–41          |
| Los Angeles Dodgers  | 77             | 83             | 0.481          | 14             | 44–37          | 33–46          |
| Cincinnati Reds      | 75             | 87             | 0.463          | 17             | 38–43          | 37–44          |
| Atlanta Braves       | 63             | 97             | 0.394          | 28             | 33–46          | 30–51          |

## Postemporada
|  | Campeonato de la Liga | Campeonato de la Liga | Campeonato de la Liga |   |    | Serie Mundial     | Serie Mundial | Serie Mundial |
|  |                       |                       |                       |   |    |                   |               |               |
|  | Este                  | Toronto Blue Jays     | 1                     |   |    |                   |               |               |
|  | Oeste                 | Oakland Athletics     | 4                     |   |    |                   |               |               |
|  |                       |                       |                       |   | AL | Oakland Athletics | 4             |               |
|  |                       | NL                    | San Francisco Giants  | 0 |    |                   |               |               |
|  | Este                  | Chicago Cubs          | 1                     |   |    |                   |               |               |
|  | Oeste                 | San Francisco Giants  | 4                     |   |    |                   |               |               |

|                                         |
| Campeón Oakland Athletics Noveno Título |

## Líderes de la liga

### Liga Americana
Líderes de Bateo
| Categoría           | Jugador                     | Equipo       | Marca |
| ------------------- | --------------------------- | ------------ | ----- |
| Porcentaje de bateo | Kirby Puckett               | MIN          | .339  |
| Cuadrangulares      | Fred McGriff                | TOR          | 36    |
| Carreras Impulsadas | Ruben Sierra                | TEX          | 119   |
| Carreras Anotadas   | Rickey Henderson Wade Boggs | NYY, OAK BOS | 113   |
| Hits                | Kirby Puckett               | MIN          | 215   |
| Robo de Bases       | Rickey Henderson            | NYY, OAK     | 77    |

Líderes de Pitcheo
| Categoría         | Jugador         | Equipo | Marca |
| ----------------- | --------------- | ------ | ----- |
| Victorias         | Bret Saberhagen | KCR    | 23    |
| Derrotas          | Doyle Alexander | DET    | 18    |
| ERA               | Bret Saberhagen | KCR    | 2.16  |
| Ponches           | Nolan Ryan      | TEX    | 301   |
| Entradas Lanzadas | Bret Saberhagen | KCR    | 262.1 |
| Juegos salvados   | Jeff Russell    | TEX    | 38    |

### Liga Nacional
Líderes de Bateo
| Categoría           | Jugador                                 | Equipo      | Marca |
| ------------------- | --------------------------------------- | ----------- | ----- |
| Porcentaje de bateo | Tony Gwynn                              | SDP         | .336  |
| Cuadrangulares      | Kevin Mitchell                          | SFG         | 47    |
| Carreras Impulsadas | Kevin Mitchell                          | SFG         | 125   |
| Carreras Anotadas   | Howard Johnson Will Clark Ryne Sandberg | NYM SFG CHC | 104   |
| Hits                | Tony Gwynn                              | SDP         | 203   |
| Robo de Bases       | Vince Coleman                           | STL         | 65    |

Líderes de Pitcheo
| Categoría         | Jugador                            | Equipo      | Marca |
| ----------------- | ---------------------------------- | ----------- | ----- |
| Victorias         | Mike Scott                         | HOU         | 20    |
| Derrotas          | Don Carman Ken Hill Orel Hershiser | PHI STL LAD | 15    |
| ERA               | Scott Garrelts                     | SFG         | 2.28  |
| Ponches           | Jose DeLeon                        | STL         | 201   |
| Entradas Lanzadas | Orel Hershiser                     | LAD         | 256.2 |
| Juegos salvados   | Mark Davis                         | SDP         | 44    |